# Planinska ševa
Planinska ševa (Eremophila alpestris) je vrsta vrapčarke iz roda Eremophila. Postoji oko 40 priznatih geografskih rasa ili podvrsta, od kojih su mnoge izolirane ili selice. 

## Rasprostranjenost
Nastanjuje većinu Sjeverne Amerike od Arktika do juga Meksika, daleki sjever Europe i Azije i planine jugoistočne Europe. Postoji i izolirana populacija na platou u Kolumbiji. Uglavnom je stanarica na jugu svog areala, ali sjeverne populacije su selice i sele se na jug zimi.
Ovo je ptica otvorenih prostora. U Euroaziji nastanjuje planine iznad linije gdje drveće može opstati (oko 5200 metara) i daleki sjever. U većini Europe se često vidi na morskim obalama zimi. U Americi, gdje nema konkurentnih vrsta ševa, također živi na farmama, u prerijama, pustinjama, golf terenima, aerodromima i sličim mjestima.  

## Opis
Za razliku od drugih ševa, ova upadljiva vrsta je uglavnom smeđesiva odozgo i bijela odozdo, s upadljivim crno-žutim licem. Duga je oko 16 cm. Mužjak ljeti ima crne "rogove" na glavi, koji ovoj ptici daju američki naziv "Horned Lark" (rogata ševa). 
U Americi postoji velik broj podvrsta s drugačijom šarom na licu i drugačijom bojom leđa. Planinska podvrsta iz Južne Europe Eremophila alpestris penicillata je sivlja odozgo, a žutu boju na licu zamjenjuje bijela. 
Hrane se sjemenjem, pupoljcima, kukcima, larvama, malenim beskralježnjacima i školjkama.
Glasaju se s pištavim "ćiip-ćiip".

## Razmnožavanje
Grade gnijezdo oblika šalice u rupi u tlu, od biljnih materijala. Ženka nese obično četiri jajeta i uglavnom ih ona inkubira oko 12 dana. 
Na otvorenim prostorima Sjeverne Amerike planinske ševe najčešće stradaju od vjetroelektrana.

## Drugi projekti
|  | Zajednički poslužitelj ima još gradiva o temi planinska ševa |
|  | Wikivrste imaju podatke o taksonu planinskoj ševi            |